# キユーピー・メロディホリデー
『キユーピー・メロディホリデー』（KIWPIE Melody Holiday）とは、休日（不定期）の11時00分から12時54分に文化放送で放送される音楽番組である。

## 概要
キユーピーの一社提供で、開始当初は「キユーピー・メロディーホリデー120」の番組名で、1993年5月3日に初回が放送された。
約2時間のほとんどが音楽で構成され、パーソナリティーはCMナレーション以外はほとんど話さない。11時55分 - 12時00分は中断して、ニュース・天気予報・交通情報が挿入される。季節の祝日である成人の日、みどりの日、海の日、体育の日に合わせて年に3 - 4回ほど放送した。2013年は現在の番組の放送20周年記念として6回、2015年は5回がそれぞれ放送され、2016年以降は6回の放送が定着している。2023年は番組の放送開始30周年記念として、5月3日の放送を11時00分 - 13時55分の3時間に拡大する記念特番で放送した。

## パーソナリティー
すべて担当当時は文化放送アナウンサー（代数は「キユーピー・メロディーホリデー120」時代からの通算で記載）
- 初代：高橋小枝子
- 2代目：前場美保子
- 3代目：吉田涙子
- 4代目：鈴木純子

## 放送日
- 1993年

5月3日・9月23日
- 1994年

1月1日・5月3日・9月23日
- 1995年

1月16日・5月4日・9月24日
- 1996年

1月1日・5月5日・9月23日
- 1997年

1月15日・4月29日（10時00分 - 11時53分）・7月21日・10月10日
- 1998年

1月15日・4月29日・7月20日・10月11日
- 1999年

1月15日・4月29日・7月20日・10月11日
- 2000年

1月10日・5月4日・7月20日・10月9日
- 2001年

1月8日・5月3日・7月20日・11月23日（10月8日放送予定の延期分）
- 2002年

1月14日・4月29日・7月20日・10月14日
- 2003年

1月13日・4月29日・7月21日・10月13日
- 2004年

1月12日・4月29日・7月19日・10月11日
- 2005年

1月10日・4月29日・7月18日・10月10日
- 2006年

1月9日・4月29日・7月17日・10月9日
- 2007年

1月8日・5月4日・7月16日・10月8日
- 2008年

1月14日・4月29日・7月21日・10月13日
- 2009年

1月12日・5月4日・7月20日・10月12日
- 2010年

1月11日・5月4日・7月19日・10月11日
- 2011年

1月10日・5月4日・7月18日・10月10日
- 2012年

1月9日・5月4日・7月16日・10月8日
- 2013年

1月14日・3月20日・5月3日・7月15日・10月14日・12月23日
- 2014年

1月13日・5月5日・7月21日・10月13日
- 2015年

1月12日・2月11日・5月4日・7月20日・10月12日
- 2016年

1月11日・3月21日・5月4日・7月18日・9月22日・11月23日
- 2017年

1月9日・3月20日・5月4日・7月17日・10月9日・11月23日
- 2018年

1月8日・3月21日・5月4日・7月16日・10月8日・12月24日
- 2019年

1月14日・3月21日・5月6日・7月15日・9月23日・11月23日
- 2020年

1月13日・3月20日・5月5日・7月23日・9月22日・11月23日
- 2021年

1月11日・3月20日・5月5日・7月22日・9月23日・11月23日
- 2022年

1月10日・3月21日・5月5日・7月18日・9月23日・11月23日
- 2023年

1月9日・3月21日・5月3日・7月17日・9月23日・11月23日
- 2024年

1月8日・3月20日・5月3日・7月15日・9月22日・11月23日
- 2025年

1月13日・3月20日・5月5日

## 備考
- 1994年からしばらくは、『バックグラウンド・ミュージック』と同様に放送当日の新聞に当番組の広告が掲載され、オンエアされる曲目リストが記され、カセットテープで番組を録音して楽しむ人のために曲目リストの周囲に切取線も印刷されていた。2017年現在は新聞に広告を掲載していないが、公式サイトに曲目リストが発表されている。曲目リストはPDFで印刷してカセットの他、CDに対応したものも用意されている。
- 以前TBSラジオで放送していた『バックグラウンド・ミュージック』ではOPで使用される「ミリタリー・タンゴ」（エドムンド・ケッチャー作曲）の音源にアルフレッド・ハウゼ指揮／アルフレッド・ハウゼ楽団のモノラル音源を使用していたが、2013年以後の『キユーピー・メロディホリデー』ではエンディングテーマでジャック・パウエル指揮／アルフレッド・ハウゼ楽団のステレオ音源を使用している。イントロが微妙に異なり、イントロの音がモノラル版よりも一音少ない。オープニングテーマはウィーン交響楽団が演奏する「キユーピーマーチ」を使用している。